# 古照遺跡

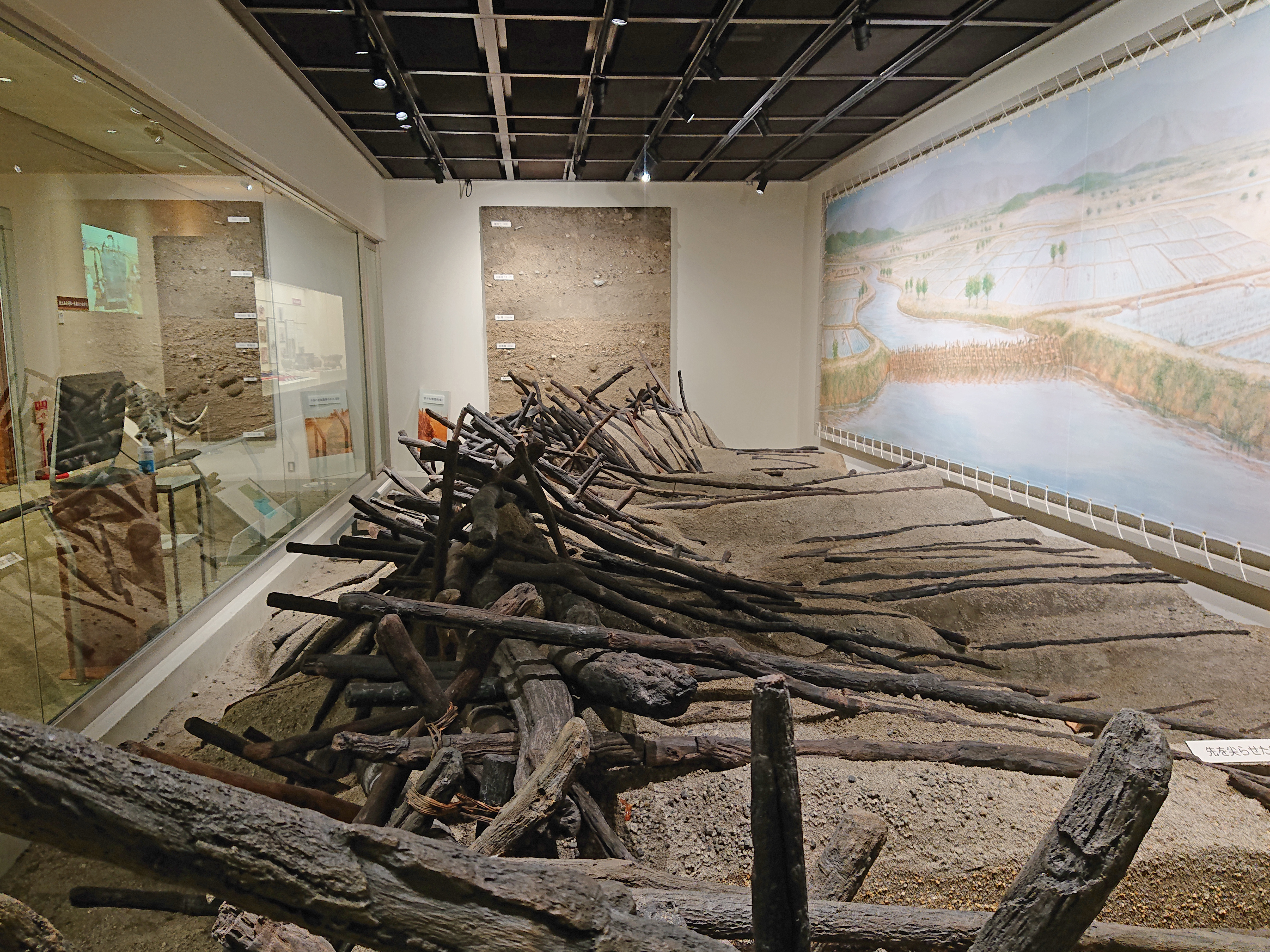
移設展示された古墳時代の堰跡遺構（松山市考古館展示室）。

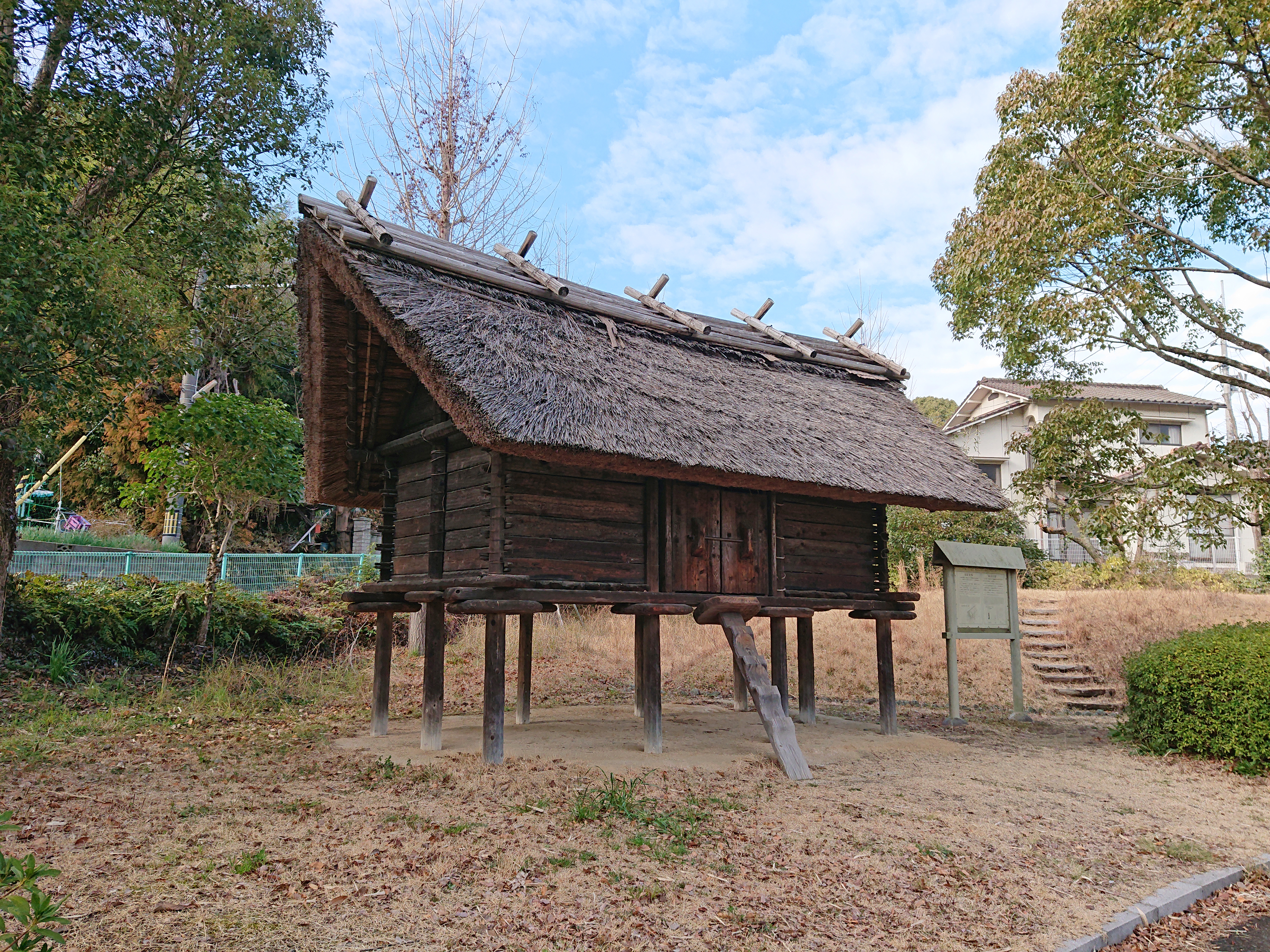
出土した部材を基に復元された高床建物（松山市考古館屋外展示）。

古照遺跡（こでらいせき）は、愛媛県松山市南江戸町に所在する古墳時代の遺跡。建築廃材を利用して造られた取水堰が検出された。

## 概要
1972年（昭和47年）に松山市が下水処理場（現：松山市下水道中央浄化センター）の建設工事中をしていた際に発見された。出土した遺跡は木組み遺構であり、4世紀から5世紀にかけて埋没した竪穴建物の跡だと考えられていたが、後に建築廃材を利用して作られた大規模な農業用取水施設の一部、3基の取水堰の跡であることが判明した。当時の水稲栽培を支えた農業工学のレベルを窺える貴重な遺跡となっている。

## 展示
松山市考古館にて、屋内で堰の常設展示が行われているほか、屋外には部材から再現された高床建物が展示されている。

復元堰
復元堰（別角度）